# Vittarville
Vittarville ist eine französische Gemeinde mit 91 Einwohnern (Stand: 1. Januar 2022) im Département Meuse in der Region Grand Est (bis 2015 Lothringen). Sie gehört zum Arrondissement Verdun und zum Kanton Montmédy.

## Geografie
Vittarville liegt etwa 38 Kilometer nördlich von Verdun. Das Gemeindegebiet wird vom Fluss Loison durchquert, an der westlichen Gemeindegrenze verläuft sein Zufluss Thinte. Umgeben wird Vittarville von den Nachbargemeinden Delut im Norden und Nordosten, Dombras im Osten und Südosten, Damvillers im Südosten und Süden, Peuvillers im Süden und Südwesten, Lissey im Südwesten und Westen, Bréhéville im Westen und Nordwesten sowie Jametz im Nordwesten.

## Bevölkerungsentwicklung
| Jahr                       | 1962 | 1968 | 1975 | 1982 | 1990 | 1999 | 2006 | 2011 | 2019 |
| Einwohner                  | 99   | 103  | 97   | 88   | 83   | 80   | 70   | 84   | 87   |
| Quellen: Cassini und INSEE |      |      |      |      |      |      |      |      |      |

## Sehenswürdigkeiten
- Kirche Saint-Pierre, 1854 wieder erbaut

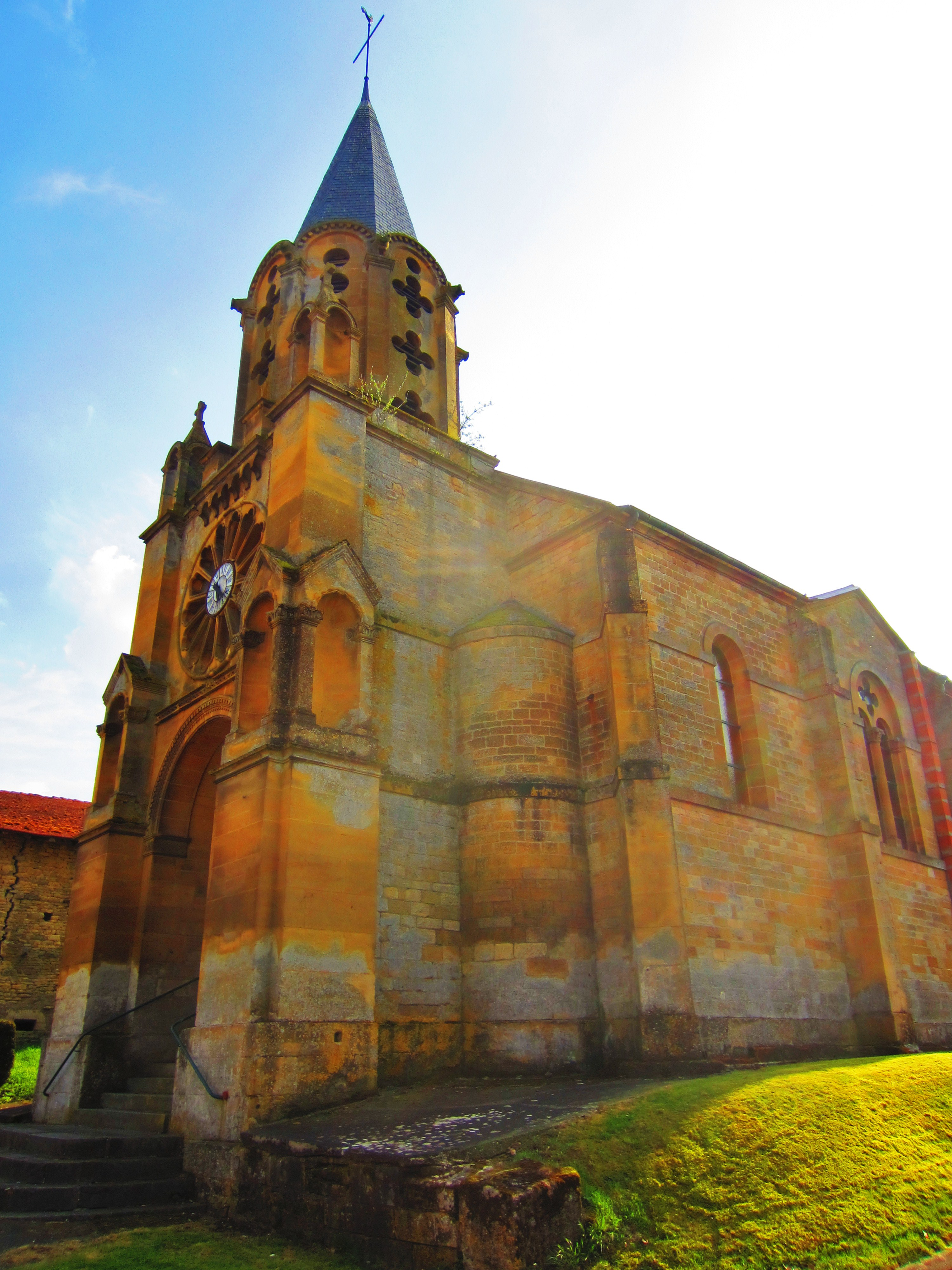
Kirche Saint-Pierre-et-Saint-Paul